# Кокоев, Махарбег Рутенович
Махарбег Рутенович Кокоев (род. 19 октября 1956, Цхинвали, ЮОАО, Грузинская ССР) — советский и южноосетинский актёр театра и кино; министр культуры Южной Осетии ( 2009-2014).

## Биография
Родился 19 октября 1956 года в Цхинвали, в Юго-Осетинской автономной области, в семье служащих. В 1973 году окончил среднюю школу № 2 города Цхинвали.
Работал в Государственном драматическом театре имени Коста Хетагурова в Цхинвале. Обучался в театральном училище имени Щепкина в Москве, а после его окончания в 1977 году вновь вернулся в драмтеатр в Цхинвали.
В 1980—1995 годах снялся в ряде художественных фильмов на киностудиях имени Горького и «Молдова — фильм». Работал в кишиневском театре киноактёра, русских драматических театрах Тирасполя и Владикавказа.
С 1987 года актёрскую профессию стал совмещать с административной работой. В 1996 году назначен директором Государственного театра «Нарты» с возложением обязанностей художественного руководителя.
С 2005 года работал директором Северо-Осетинского государственного академического театра имени В. Тхапсаева.
12 ноября 2009 году назначен  министром культуры Южной Осетии.
Женат. Имеет двоих детей.

## Фильмография
- 1995 — Фарн
- 1990 — Взбесившийся автобус, эпизод
- 1982 — Огненные дороги | Оловли йўллар, в роли Махарбека
- 1982 — Певец революции | Фильм 3 (9-12 серии)
- 1981 — Шестой, в роли Охрима
- 1980 — Школа, в роли Ибрагишки
- 1980 — Хлеб, золото, наган, эпизод
- 1980 — Эскадрон гусар летучих, эпизод

## Награды
- Медаль «В ознаменование 20-летия Республики Южная Осетия» (29 декабря 2010 года) — за безупречную, плодотворную работу в органах государственной власти и в ознаменование 20-летия провозглашения Республики Южная Осетия[2]
- Медаль "20 лет Приднестровской Молдавской Республике" (1 сентября2010 года) -- за активное участие в становлении, защите и укреплении Приднестровской Молдавской Республики